# Суперлига Пакистана
Суперлига Пакистана (PSL) — профессиональный турнир по крикету Twenty20, проводимый в Пакистане. Первый сезон PSL, организованный Советом по крикету Пакистана, прошёл с 4 по 24 февраля 2016 года. Турнир проходил в Объединённых Арабских Эмиратах.
Лига является единственной структурой, в которой каждая франшиза принадлежит и контролируется инвесторами. В турнире участвуют шесть команд: Islamabad United, Karachi Kings, Lahore Qalandars, Peshawar Zalmi, Quetta Gladiators и Multan Sultans. В состав команды должно входить семь игроков из Пакистана и четыре из любых других стран.

## История
В сентябре 2015 года Совет по крикету Пакистана официально объявил о запуске PSL. Бывшие капитаны сборной Пакистана Васим Акрам и Рамиз Раджа подписали контракты на продвижение PSL и стали послами бренда лиги на три года.
После нескольких лет планирования и двух предыдущих неудачных попыток лига официально началась 4 февраля 2016 года в Объединённых Арабских Эмиратах, где Бахтавар Бхутто-Зардари вместе с шейхом Нахайяном бен Мубараком Аль Нахайяном открыл церемонию открытия. Первые два сезона включали пять команд, базирующихся в столицах провинций Пакистана и федеральной столице. В первом сезоне у PSL был более высокий процент международных игроков. Лига использует систему драфта для набора игроков, аналогичную той, которая используется во многих профессиональных спортивных лигах Северной Америки, и в отличие от системы аукционов, используемой в некоторых других лигах T20.
Официальный логотип PSL был представлен 20 сентября 2015 года на церемонии в Лахоре. На церемонии присутствовали действующие и вышедшие на пенсию игроки в крикет, а также пакистанские знаменитости.
Коммерческие права на первоначальные франшизы были проданы за 93 миллиона долларов США сроком на 10 лет в декабре 2015 года. По словам Арифа Хабиба, рыночная стоимость PSL в 2017 году составляла до 300 миллионов долларов США, и значительно выросла с тех пор.
Сезон 2020 года был приостановлен на этапе плей-офф в марте из-за вспышки коронавируса. Он был возобновлён доигран в ноябре.
В марте 2021 совет вновь приостановил игры по причине жалоб и опасений со стороны игроков и новой вспышки заражений.

### Расширение
Возможность добавления шестой команды в лигу в 2017 году обсуждалась, но была отклонена в мае 2016 года. Сетхи объявил, что в следующем сезоне PSL будет шестая команда, через несколько дней после окончания PSL 2017 года. Губернатор Хайбер-Пахтунхвы Икбал Зафар Джагра также объявил, что к администрации PSL будет предложено участие шестой команды в PSL 2018 года. Хафиз Хафизур Рехман, главный министр Гилгит-Балтистана, также сообщил, что имеет шестую команду из Гилгит-Балтистана. Совет по крикету Пакистана включила в шорт-лист пять имён для шестой команды: Faisalabad, FATA, Hyderabad, Dera Murad Jamali и Multan.
Окончательное название шестой команды в сезоне PSL 2018 было объявлено 1 июня 2017 года — Multan Sultans. Команду приобрела Schön Properties за 5,2 миллиона долларов. 10 ноября 2018 года Совет по крикету Пакистана расторгла договор с Schön Properties, в результате чего был выбран новый владелец.

## Финансы
В мае 2016 года было объявлено, что по результатам первого сезона PSL была получена прибыль в размере 2,6 млн. долларов США.

## Спонсорство
Первым партнёром лиги стала компания HBL Pakistan, контракт был подписан в декабре 2015 года сроком на три года.
По истечении контракта, HBL Pakistan продлил спонсорство ещё на три года.
| Компания | Период    | Сумма контракта (в год)  | Примечания |
| -------- | --------- | ------------------------ | ---------- |
| HBL      | 2016–2018 | 5$ млн. долларов США     | [ 19 ]     |
| HBL      | 2019–2021 | $14.3$ млн. долларов США | [ 18 ]     |